# Valíd al-Husajní
Valíd al-Husajní (arabsky: وليد الحسيني nar. 25. června 1989) je palestinský ateista, sekularistický esejista, spisovatel, blogger, bývalý muslim a zakladatel Conseil des ex-musulmans de France (Rady bývalých muslimů Francie). Narodil se a vyrostl v Kalkíliji na Západním břehu Jordánu, od roku 2012 žije ve Francii.
al-Husajní, který na internetu publikoval materiály satirizující náboženství, byl v říjnu 2010 zatčen palestinskou samosprávou za údajné rouhání proti islámu na Facebooku a v příspěvcích na blogu. Jeho zatčení vzbudilo mezinárodní pozornost a al-Husajní tvrdil, že byl během pobytu ve vězení mučen. Po propuštění požádal v obavách o svou osobní bezpečnost o azyl ve Francii, který mu byl v roce 2012 udělen. Od té doby vystupuje ve prospěch sekularismu a proti rozvoji radikálního a politického islámu ve Francii i v zahraničí a tvrdí, že radikální islám představuje hrozbu pro sekulární Francouzskou republiku.
Deník The New York Times píše, že „případ upozornil na ožehavé otázky, jako je svoboda projevu v Palestinské samosprávě, pro kterou je urážka náboženství považována za nezákonnou, a kulturní střet konzervativní společnosti s internetem.“

## Biografie
Valíd al-Husajní, narozený 25. června 1989, pochází z města Kalkílija na Západním břehu Jordánu. Jako vysokoškolský student studoval informatiku, ale zůstal nezaměstnaný a místo toho vypomáhal několik hodin denně v otcově holičství s jedním křeslem. Známí ho popisovali jako „obyčejného kluka“, který se v pátek pravidelně modlí v mešitě.
Většinu času trávil na internetu. Poté, co jeho matka objevila v jeho počítači články o ateismu, zrušila mu internetové připojení v naději, že takové názory odmítne. Místo toho začal navštěvovat místní internetovou kavárnu, kde v rohové kabince trávil až sedm hodin denně.

### Blog a aktivity na Facebooku
al-Husajní údajně svým psaním, pod pseudonymem „Valíd al-Husajní“, na Facebooku a na svém osobním blogu podle deníku The New York Times „rozzlobil muslimský internetový svět propagací ateismu, skládáním parodií na verše Koránu, zesměšňováním životního stylu proroka Mohameda a online chatováním pod sarkastickým webovým jménem Bůh všemohoucí.“
V eseji nazvané „Proč jsem opustil islám“ na svém blogu Noor al-Aqel („Osvícení rozumu“) Valíd al-Husajní napsal, že muslimové „věří, že každý, kdo opustí islám, je agentem nebo špionem západního státu, konkrétně židovského státu ... Ve skutečnosti nechápou, že lidé mohou svobodně myslet a věřit v cokoli, co jim vyhovuje.“ al-Husajní zdůraznil, že tím nenaznačoval, že křesťanství nebo judaismus jsou lepší než islám, a že podle jeho názoru jsou všechna náboženství „snůškou pomatených legend a hromadou nesmyslů, které si navzájem konkurují v hlouposti.“ Odmítl tvrzení, že islám je náboženstvím tolerance, rovnosti a sociální spravedlnosti. Kritizoval také zacházení islámu se ženami, potlačování lidské tvořivosti a tvrzení, že korán obsahuje vědecké zázraky. Skupiny na Facebooku, které údajně vytvořil, vyvolaly stovky rozzlobených komentářů, výhrůžky smrtí a vznik více než desítky skupin na Facebooku proti němu. Jeho arabsky psaný blog měl v době svého největšího rozkvětu více než 70 000 návštěvníků a na blogu „Proud Atheist“ zveřejňoval také překlady svých esejů do angličtiny.

### Zatčení a uvěznění
Valíd al-Husajní strávil několik měsíců v internetové kavárně Kalkílija. Majitel kavárny Ahmed Abu Asab považoval jeho aktivity za podezřelé: „Někdy tu byl až do půlnoci, více než osm hodin denně, vždy seděl v rohu. Byl velmi tajnůstkářský. Nikdy nechtěl, abyste viděli jeho obrazovku.“ Pomocí softwaru, který kontroloval, co jeho klient dělá, Abu Asab objevil al-Husajníovy příspěvky na Facebooku, které kritizovaly náboženství. Abú Asab uvedl, že on a jeho tři přátelé o al-Husajníově jednání věděli a že „možná někdo“ informoval úřady.
Poté, co byla zpravodajská služba Palestinské samosprávy upozorněna, ho zpravodajští pracovníci několik týdnů sledovali. Dne 31. října 2010 byl Valíd al-Husajní zatčen, když seděl v kavárně. 8. listopadu 2010 podala tisková agentura Ma'an první zprávu o zatčení „kontroverzního blogera, jehož příspěvky na Facebooku rozzuřily muslimy.“
Palestinská samospráva neposkytla žádné vysvětlení, proč byl Valíd al-Husajní zatčen. Podle palestinského odborníka na lidská práva, pokud by byl al-Husajní souzen, bylo by to podle jordánského zákona z roku 1960 proti hanobení náboženství, který je na Západním břehu stále platný. bývalý hlavní islámský soudce v oblasti Tajsír Tamímí řekl, že al-Husajní je první osobou, která byla na Západním břehu zatčena za své náboženské názory.

#### Reakce na uvěznění
Rodina Valída al-Husajního se jeho činů zřekla. Jeho otec Khaled prohlásil, že se jeho syn léčil a byl „očarován“ tuniskou ženou, se kterou se seznámil prostřednictvím Facebooku. Podle Husajníových bratranců si jeho matka přeje, aby byl odsouzen na doživotí, a to jednak proto, aby obnovila čest rodiny, jednak proto, aby svého syna ochránila před mstiteli.
V konzervativní Kalkílije zřejmě panuje všeobecná kritika jeho činů a přinejmenším jedna výzva k jeho smrti. Jeden 35letý obyvatel řekl, že „by měl být upálen“ na veřejnosti, „aby byl příkladem pro ostatní.“ Právník organizace na ochranu lidských práv Al Haq se sídlem v Rámaláhu řekl: „Respektuji právo pana Valída al-Husajního mít toto přesvědčení, ale musí také respektovat zákon, svoboda projevu má své hranice.“ Podle něj Valídu al-Husajnímu za tento čin pravděpodobně hrozí trest v rozmezí tří měsíců až tří let.
Al-Husajního kauza získala mezinárodní podporu v zahraničí, vznikla skupina na Facebooku a několik solidárních internetových petic. Jednou z organizací, která rozšířila petici za jeho propuštění, byla jordánská arabsky mluvící organizace Irreligious Coalition. K Husajního propuštění vyzvala i organizace Human Rights Watch (HRW). Joe Stork, zástupce ředitele HRW pro Blízký východ, prohlásil: „Palestinské soudnictví by mělo prokázat svou integritu tím, že bude chránit právo na svobodu projevu a nařídí propuštění al-Husajního a zajistí jeho bezpečnost.“ Francouzské ministerstvo zahraničí vyjádřilo znepokojení nad jeho zatčením a uvedlo: „Francie je znepokojena rizikem porušením základních svobod a zejména svobody projevu, které je obsaženo v "trestném činu rouhání.“
V deníku Wall Street Journal napsal sloupkař Bret Stephens, že „pokud Palestinci nedokážou ve svém středu snést jediného svobodomyslného člověka, nemohou být svobodní v žádném významném slova smyslu. A pokud se za něj nedokážou postavit Spojené státy, nemůžeme se v dlouhodobém horizontu za něj postavit ani my.“ V souvislosti s tímto případem si úvodník Los Angeles Times položil otázku: „Bude nová (palestinská) země směřovat k fundamentalistickým hodnotám a islámskému právu, jak by si přáli mnozí stoupenci Hamásu, nebo se rozhodne být otevřenější, demokratickou společností?“
Diaa Hadid z Associated Press poznamenává, že "Západem podporovaná Palestinská samospráva patří mezi nábožensky liberálnější arabské vlády v regionu. Dominují v ní sekulární elity a často potírá tvrdé muslimy a aktivisty napojené na svého konzervativního islámského rivala, Hamás.". Hadid naznačuje, že hněv vůči Walídovi "odráží pocit muslimského světa, že jejich víra je na Západě stále více napadána." Podle palestinské tiskové agentury Ma'an sice sekulární politické názory "nejsou v palestinské společnosti neobvyklé", ale "vyjadřování názorů považovaných za nepřátelské vůči dominantním náboženstvím je mnohými považováno spíše za podněcování než za svobodu projevu".

#### Omluva z prosince 2010
Začátkem prosince 2010 zveřejnil Valíd al-Husajní na svém blogu dopis rodině, ve kterém se omlouvá za urážku muslimů a žádá o odpuštění za to, co označil za svou „hloupost.“ Jeden z přátel, který kvůli citlivosti tématu hovořil anonymně, uvedl, že al-Husajní dopis zveřejnil v naději, že získá propuštění z vězení. al-Husajní ve své autobiografii Blasphémateur z roku 2015 uvádí, že dopis nenapsal, ale objevil ho při odchodu z vazby a opětovném přístupu na internet, aby zjistil, co o něm lidé během jeho věznění psali. „Narazil jsem také na svůj blog a znechuceně jsem zjistil, že na něm zůstalo pouze prohlášení palestinské samosprávy mým jménem, v němž se omlouvám a jako bych prosil o odpuštění za to, že jsem se rouhal. Pět let práce a více než dva miliony návštěvníků zmizely.“
V prosinci 2010 palestinský bezpečnostní zdroj uvedl, že Valíd al-Husajní bude nadále držen ve vězení kvůli své vlastní ochraně: "Není možné ho propustit, protože se obáváme, že ho jeho rodina zabije." Organizace Human Rights Watch vyzvala Palestinskou samosprávu, aby ho propustila nebo obvinila, a to s odkazem na to, že jeho zadržování bez obvinění po dobu delší než 72 hodin porušuje palestinské zákony.
Po deseti měsících věznění byl al-Husajní propuštěn na kauci, ale někdy byl zatčen a držen bezpečnostními agenty Palestinské autonomie i několik dní. Během jednoho z nich byl mučen. Příslušníci bezpečnostních složek PA mu také rozbili dva počítače a požadovali, aby přestal zveřejňovat své názory na internetu.

### Útěk do Francie
Podle al-Husejního byl několik měsíců po propuštění obtěžován bezpečnostními složkami Palestinské autonomie, někdy byl zadržován bez obvinění a bylo mu vyhrožováno smrtí. V obavách o svůj život se citově odpoutal od svých sourozenců, tety a od rodičů, kteří podle jeho slov nechápali jeho ateismus, ale přesto ho podporovali jako svého syna. Poté, co zjistil, že Francie v jeho prospěch vyvíjela určitý diplomatický nátlak, který podle něj mohl vést k jeho propuštění z vězení před soudem, se rozhodl požádat o azyl právě tam. Odjel ze Západního břehu Jordánu do Jordánska, na tamním francouzském velvyslanectví získal vízum a přesunul se do Paříže, kde požádal o azyl. Ve své autobiografii uvádí, že později zjistil, že byl v nepřítomnosti odsouzen k sedmi a půl letům vězení.

#### Život v azylu

##### Conseil des ex-musulmans de France

Logo Conseil des ex-musulmans de France

6. července 2013 založil Valíd al-Husajní a dalších asi 30 bývalých muslimů Conseil des ex-musulmans de France (Radu bývalých muslimů Francie) (CEMF). Rada se prezentuje jako „složená z ateistů, volnomyšlenkářů, humanistů a bývalých muslimů, kteří se zasazují o rozum, univerzální práva a sekularismus.“ Staví se proti „jakékoli diskriminaci a veškerému zneužívání“, které by ospravedlňovalo „úctu k náboženství“, vyžaduje „svobodu kritizovat náboženství“ a „zákaz zvyků, pravidel, obřadů nebo náboženských aktivit, které jsou neslučitelné s právy a svobodami lidí nebo je porušují.“ Propaguje také „zákaz jakýchkoli kulturních nebo náboženských praktik, které brání autonomii žen, jejich vůli a rovnosti nebo jsou proti nim.“ CEMF odsuzuje „jakékoli zasahování jakýchkoli autorit, rodinných, rodičovských nebo úředních orgánů do soukromého života žen a mužů, do jejich citových a sexuálních vztahů a sexuality.“ Činnosti CEMF byla věnována stránka na Facebooku. V této souvislosti poskytl al-Husajní rozhovor novinářce Caroline Fourestové na stanici France Inter v rozhlasovém pořadu Ils changent le monde (Mění svět).

##### Obhajoba sekularismu
Na začátku roku 2015, kdy připravoval vydání své autobiografie uprostřed série islamistických teroristických útoků v Paříži, al-Husajní několikrát vystoupil ve francouzských talk show a zpravodajských pořadech a napsal článek o potřebě reformy islámu, který byl zveřejněn na internetových stránkách deníku Le Monde. Byl také předmětem čtyřstránkového článku ve francouzském zpravodajském časopise Marianne. V lednu vydal svou autobiografii Blasphémateur!: les prisons d'Allah, v níž píše o tom, jak se díky studiu islámské literatury a historie dostal k odmítání islámu, a líčí své blogování, zatčení, mučení a následný útěk do Francie. Ve svých mediálních vystoupeních a v knize se hlásí k francouzským zásadám sekularismu a vyjadřuje přesvědčení, že je třeba více diskutovat o tom, co považuje za násilný obsah některých částí islámských textů, zejména po masakrech v časopise Charlie Hebdo a v židovském supermarketu Hyper Casher v Paříži na začátku roku 2015.
V roce 2016 se al-Husajní v Dánsku účastnil debaty na téma „Islám a ateismus“, kde spolu s dalšími bývalými muslimy debatoval o důsledcích odpadnutí od islámu, a během konference bylo zapotřebí několik těžce ozbrojených policejních stráží kvůli hrozbám ze strany muslimů. al-Husajní v této souvislosti uvedl, že když přijel do Francie, očekával, že jako ateista bude v evropské zemi žít normální život bez problémů, ale nestalo se tak, protože on i další bývalí muslimové byli pronásledováni jinými muslimy i v Evropě.
Jako uprchlík ve Francii se veřejně vyslovil pro sekularismus, svobodu svědomí a slova, zejména pro právo kritizovat náboženství. Stále více kritizoval politické a intelektuální prostředí ve své hostitelské zemi; v roce 2017 vydal svou druhou knihu Une trahison française: Les collaborationnistes de l'islam radical devoilés (Francouzská zrada: odhalení kolaborantů radikálního islámu), kde tvrdí, že „mnozí politici“ a „intelektuálové“ ve Francii v posledních desetiletích „zradili“ ideály sekulární Francouzské republiky, a obviňuje je z „kolaborace“, která hraje ve prospěch „radikálního islámu“ z touhy získat hlasy muslimů a/nebo z příklonu k „třetímu světu.“

## Kontroverze
Koncem roku 2010 byl al-Hussajní ve francouzském tisku obviňován z šíření dezinformací či falešných zpráv prostřednictvím sociálních médií, zejména na téma islámu. Jeden takový případ se týkal příspěvku na Twitteru ilustrovaného fotografií žen v závojích a velkých volných islámských šatech (džilbábech), o nichž al-Husajní tvrdil, že byly pořízeny v ulicích Roubaix v severní Francii, zatímco ve skutečnosti byly pořízeny v Tunisku.

## Dílo
- Blasphémateur ! : les prisons d'Allah, 2015, Grasset (ISBN 978-2-246-85461-6)
- Une trahison française : Les collaborationnistes de l'islam radical devoilés, 2017, Éditions Ring (ISBN 979-1091447577)